# Madrigal
Madrigalul este o formă de muzică de cameră, de obicei polifonică și neacompaniată instrumental, apărută în secolul XIV în curentul Ars Nova.
La origine madrigalul a fost un cântec pastoral compus pentru mai multe voci, de obicei pentru grupuri de trei sau șase interpreți, dar în timp madrigalurile au devenit populare în cercurile cultivate.
Textul unui madrigal este o poezie lirică de proporții reduse cu caracter idilic sau galant, care exprimă sentimente delicate sau complimente galante, adresate unei femei.
Printre poeții importanți ale căror opere au fost adaptate muzical se numără Petrarca, Torquato Tasso și Battista Guarini. 
Dintre compozitorii de madrigaluri italieni se remarcă Orlando di Lasso, Luca Marenzio, Carlo Gesualdo și Claudio Monteverdi. Numeroase madrigaluri englezești foarte apreciate au fost create de Thomas Morley, Thomas Weelkes și John Wilbye. . 